# Adam Sznaper
Adam Mieczysław Sznaper (ur. 2 lipca 1922 w Warszawie, zm. 15 stycznia 2013 tamże) – żołnierz kontrwywiadu Armii Krajowej, pisarz, poeta, tłumacz.

## Życiorys
Był absolwentem Instytutu Teatralnego „Reduta”. Do 1 września 1939 występował na deskach Reduty, Nowej Komedii, Teatru Narodowego m.in. z Juliuszem Osterwą, oraz Józefem Węgrzynem.
Adam Sznaper był członkiem Stowarzyszenia Pisarzy Polskich, Stowarzyszenia Autorów ZAiKS, Związku Inwalidów Wojennych i Światowego Związku Żołnierzy Armii Krajowej.
Został odznaczony: Krzyżem Partyzanckim, Krzyżem Armii Krajowej, Krzyżem Kombatantów (walczących z bronią w ręku), Medalem „Za zasługi dla obronności kraju”, Medalem Zwycięstwa i Wolności 1945, Odznaką Grunwaldzka, Srebrną Odznaką Związku Inwalidów Wojennych RP. Posiada Patent Weteran Walk o Wolność i Niepodległość Ojczyzny – (nr 50980). 19 lipca 2004 promowany na stopień porucznika WP. Był inwalidą wojennym II grupy.
Żona: Anna Karolina z domu von Wich, córka: Grażyna.

## Publikacje
Książki wydane
- Jan Skutela, Wyd. Prasa Wojskowa, 1950.
- Rybak Zwiadowca, Wyd. Prasa Wojskowa, 1950.
- Reportaż literacki. Wyd. MON, 1951.
- Wiele przeszliśmy rzek (opracowanie literackie), Wyd. MON, 1965.
- Franek Fszystkonietak (powieść), Nasza Księgarnia, 1965, PB 4503/64.
- Opowieść z Fantaluzji tom I (powieść), Wyd. Literackie, 1969, PB 3563/69.
- Wiele przeszliśmy rzek (wznowienie), Wyd. MON, 1967.
- O Zespole Reduty 1919-1939 (praca zbiorowa), Czytelnik, 1970.
- W Pewnym Mieście Fantaluzji, tom II, Wyd. Literackie, 1973, PB 1900/74.
- UFO, Elegant i Motyle (powieść), KAW, 1988 ISBN 83-03-01232-0.
- Świat na bakier (powieść), MAW, 1989.
- Akademia Cudów (implikacje, herezje, paradoksy) – eseje filozoficzne, Wyd. Atena, 2000, ISBN 83-913612-0-9.
- Listek z drzewa pogardy (podróże w czasie i przestrzeni) – zbiór esejów, Wyd. Atena, 2001, ISBN 83-913612-1-7.
- Z różnych półek i dat (zbiór wierszy, esejów i refleksji). Wyd. Atena, 2004, ISBN 83-913612-4-1.

Wiersze
- Żółw, KAW, 1987, ISBN 83-03-01713-6.
- Struś, KAW, 1987, ISBN 83-03-01968-6.
- Spowiedź szubrawca, wyd. własne, 1992.
- Dialogi z lustrem (Pocałunek Judasza, myśli luzem na wagę (złota)), Wyd. Atena, 2003, ISBN 83-913612-2-5.
- Tolerancja! Tolerancja... od politmafii do pornografii, Wyd. Atena, 2003, ISBN 83-913612-3-3.

Przekłady książek z jęz. niemieckiego
- Nazywam się Pietrek Stoll, Nasza Księgarnia, 1961.
- Opowiastki z Mamrotkowa, MAW, 1985.
- Saga o Nibelungach, Wyd. MON, 1989.
- Bunt na Bounty, Wyd. MON, 1990.
- Sztuka życia i przetrwania, Wyd. MON, 1990, ISBN 83-11-07814-9.
- Pamiętniki Śpiewaczki, Oficyna Wydawnicza „Gdynika”, 1995.
- Reiki (wylecz się sam), Oficyna Wydawnicza „Galion”, ISBN 83-909329-0-3.

Współpraca stała lub dorywcza z pismami (do 1989)
- Literatura na Świecie, Kultura i Oświata w Wojsku, Żołnierz Polski, Materiały Repertuarowe, Zdrowie, Mucha, Szpilki, Panorama, Płomyk, Świerszczyk, Świat Młodych.

Wydawnictwa muzyczne
- Synokopa, Śpiewamy i Tańczymy, Agencja Autorska, Polskie Wyd. Muzyczne, Liga Morska.
- Nagrania w Polskim Radio.
- Redakcja: Muzyki Lekkiej, Pieśni i Chórów, Muzyki Poważnej, Upowszechniania Muzyki.
- Teksty własne, liczne przekłady poetyckie, wierszy, tekstów piosenek, oraz opracowań słownych z jęz. obcych: niemieckiego, francuskiego, rosyjskiego i tzw. języków radzieckich.